# Triphenylphosphan
Triphenylphosphan (auch: Triphenylphosphin, Triphenylphosphor, Phosphortriphenyl) ist ein Ligand für die Herstellung von Metallkomplexen, die in der chemischen Synthese benötigt werden, und ist auch selbst ein Reagenz in diversen Reaktionen. Es gehört zur Gruppe der Triphenylverbindungen in der Stickstoffgruppe des Periodensystems mit den weiteren Vertretern Triphenylamin, Triphenylarsin, Triphenylstibin und Triphenylbismutin.

## Herstellung
Im Labormaßstab kann Triphenylphosphan durch Einwirkung von Phenylmagnesiumbromid auf Phosphortrichlorid dargestellt werden. Industriell erfolgt die Herstellung aus Phosphortrichlorid, Chlorbenzol und Natrium.

## Eigenschaften
Triphenylphosphin kristallisiert im monoklinen Kristallsystem in der Raumgruppe P21/a (Raumgruppen-Nr. 14, Stellung 3) mit den Gitterparametern a = 11,329 Å; b = 14,915 Å, c = 8,440 Å und β = 92,12 ° sowie vier Formeleinheiten pro Elementarzelle. Auch eine trikline Modifikation ist bekannt. Triphenylphosphin, das aus bestimmten Lösungsmitteln (z. B. Aceton) kristallisiert wird, weist Tribolumineszenz auf.

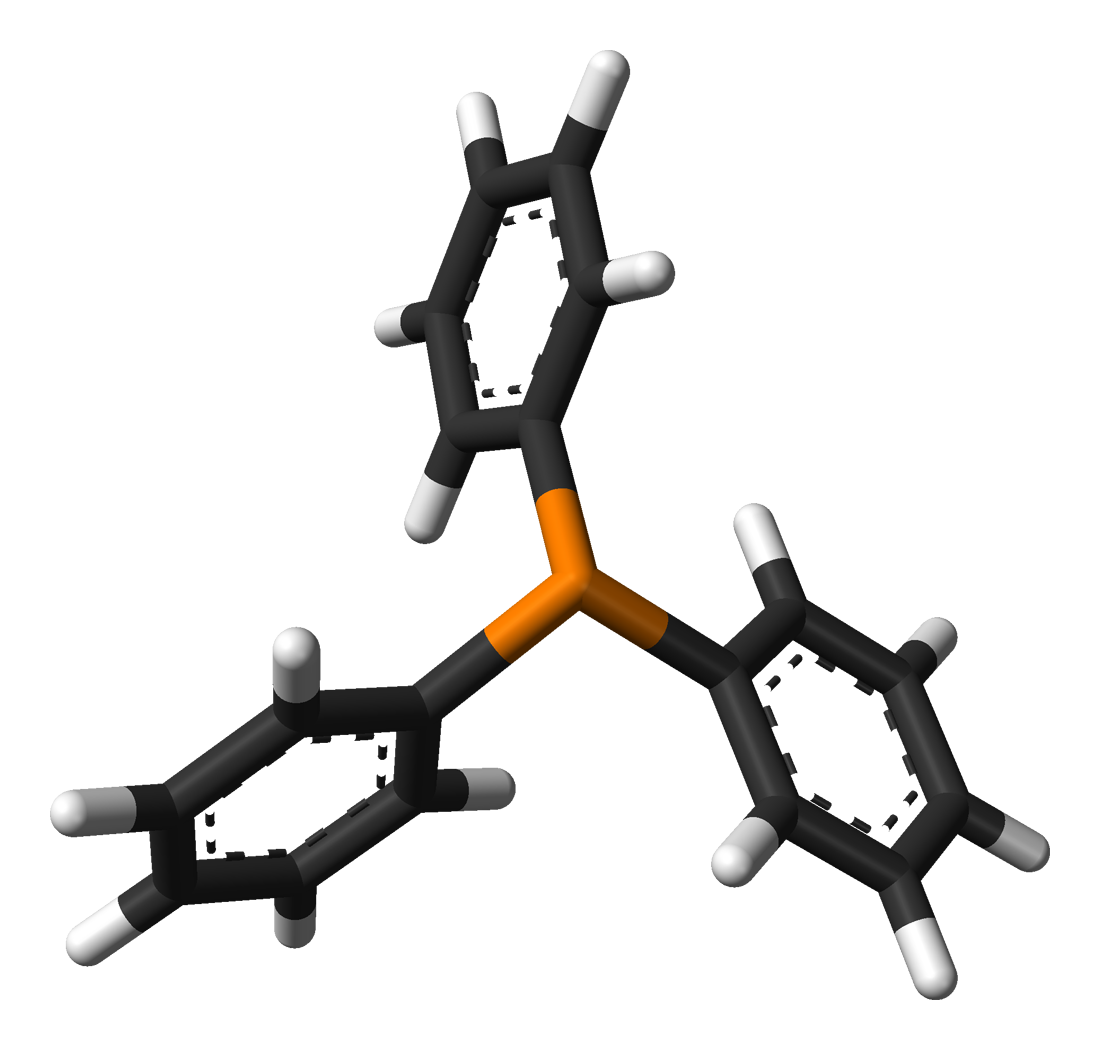
Stäbchenmodell des Triphenylphosphans.
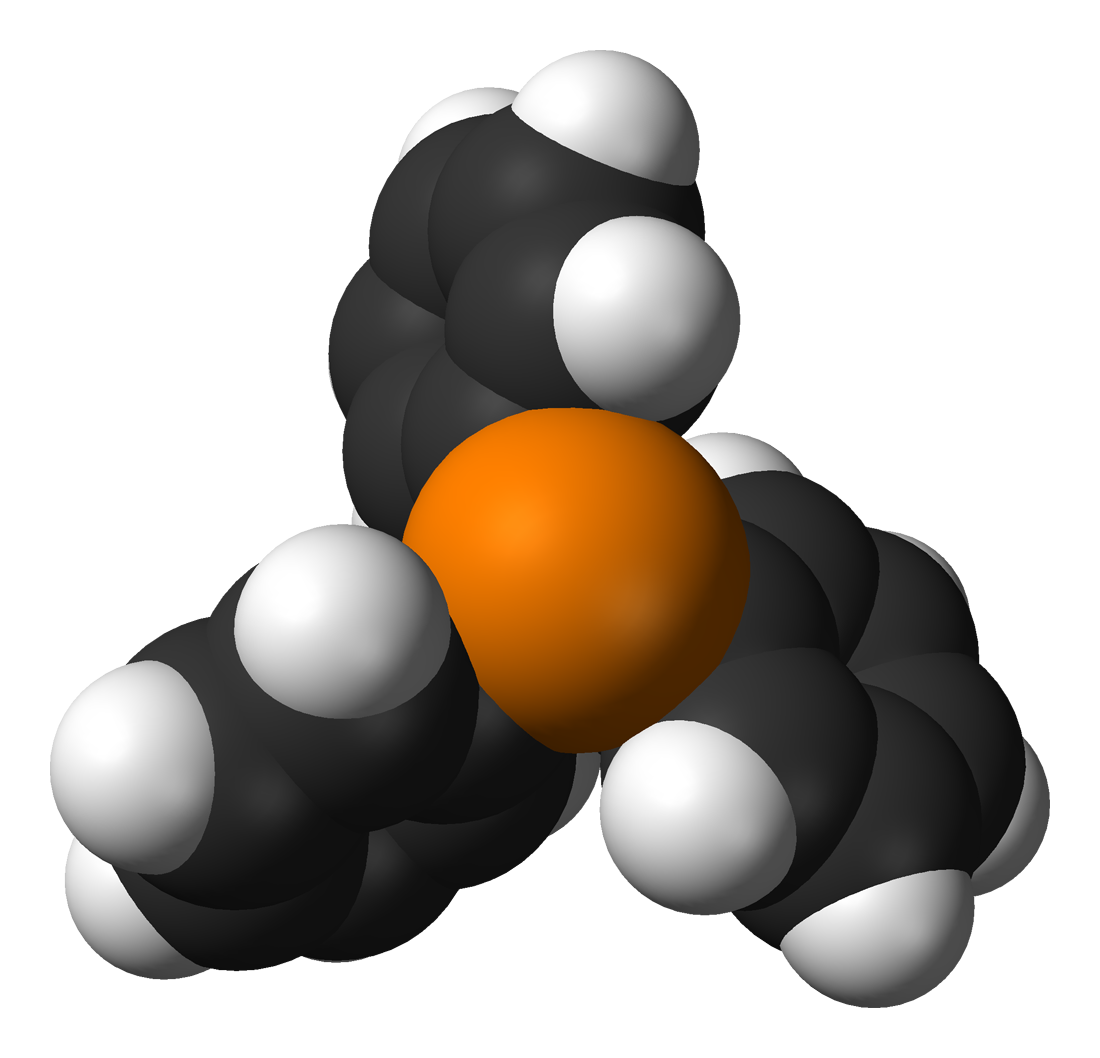
Kalottenmodell des Triphenylphosphans.

## Reaktionen
Triphenylphosphin ist eine schwache Base und lässt sich vergleichsweise leicht oxidieren. An der Luft bildet sich mit der Zeit Triphenylphosphanoxid, allerdings ist die Verbindung deutlich weniger oxidationsempfindlich als Alkylphosphane.
{\displaystyle \mathrm {2\ PPh_{3}\ +\ O_{2}\longrightarrow 2\ Ph_{3}P{=}O} }
Die Oxidierbarkeit macht man sich auch synthetisch zunutzer, da Triphenylphosphin diverse Substrate reduzieren kann, wobei es selbst ebenfalls zum Triphenylphosphinoxid oxidiert wird. Bei der Staudinger-Reduktion wird ein Azid zum primären Amin reduziert, wobei elementarer Stickstoff freigesetzt wird. Aliphatische N-Oxide können leicht durch Triphenylphosphin reduziert werden, aromatische wie Pyridin-N-oxid erfordern oft höhere Temperaturen. Eine Methode zur Reduktion aromatischer N-Oxide unter Lichteinfluss wurde ebenfalls beschrieben. Triphenylphosphin reduziert außerdem Peroxide, wobei Hydroperoxide deutlich schneller reagieren als andere. Beispielsweise wurden die Reduktionen von Ascaridol und tert-Butylhydroperoxid beschrieben. Die Reaktion eignet sich auch zur spektrophotometrischen Bestimmung von Peroxiden. Daneben wird Triphenylphosphin auch zur reduktiven Aufarbeitung bei Ozonolysen verwendet.

### Herstellung von Phosphoniumsalzen
Triphenylphosphin eignet sich zur Synthese von Alkyltriphenylphosphoniumsalzen aus Alkylhalogeniden (Alkylchloriden, -bromiden, -iodiden) und ähnlichen Verbindungen (Mesylaten, Tosylaten, Triflaten). Diese sind wiederum Vorläufer für Ylide für Wittig-Reaktionen.

### Appel-Reaktion
Bei der Appel-Reaktion wird ein Alkohol durch Umsetzung mit Triphenylphosphin und Tetrachlorkohlenstoff oder Tetrabromkohlenstoff zu einem Alkylchlorid oder Alkylbromid umgesetzt.

### Mitsunobu-Reaktion
Bei der Mitsunobu-Reaktion wird ein Alkohol mit Diethylazodicarboxylat, Triphenylphosphin und einem Nucleophil umgesetzt, wobei die Hydroxylgruppe unter Stereoinversion substituiert wird. Dadurch können zum Beispiel Ester gebildet werden (bei intramolekularer Reaktion Lactone). Eine wichtige Anwendung ist auch die Inversion der Stereokonfiguration chiraler sekundärer Alkohole durch Veresterung und Hydrolyse. Außerdem können Ether, Azide, Nucleoside und andere Stoffgruppen erzeugt werden. Da das Nucleophil eine ausreichende Acidität aufweisen muss, sind C-Nucleophile die Ausnahme.

### Corey-Fuchs-Reaktion
Bei der Corey-Fuchs-Reaktion werden Carbonyle in Alkine überführt, indem diese mit Triphenylphosphin und Tetrabromkohlenstoff umgesetzt werden.

## Metallkomplexe
Triphenylphosphin bildet eine große Zahl an Übergangsmetallkomplexen. Der Ligandenkegelwinkel beträgt etwa 145°. Wichtige Katalysatoren sind beispielsweise Bis(triphenylphosphin)palladium(II)-chlorid und Tetrakis(triphenylphosphin)palladium(0), die aus Triphenylphosphin hergestellt und beispielsweise für Kreuzkupplungen eingesetzt werden. Es ist auch ein Ligand im Wilkinson-Katalysator ([RhCl(PPh3)3]), sowie in weiteren Rhodium-Komplexen, die beispielsweise zur Hydroformylierung eingesetzt werden. Weitere Komplexe, die Triphenylphosphinliganden tregen sind Vaskas Komplex und das Stryker-Reagenz.
Von Nickel sind beispielsweise die Komplexe Bis(triphenylphosphin)nickel(II)-chlorid und Bis(triphenylphosphin)nickel(II)-bromid bekannt, von Platin Tris(triphenylphosphin)platin(0) und Tetrakis(triphenylphosphin)platin(0). Auch von Silberchlorid und Gold(I)-chlorid bilden Triphenylphosphinkomplexe. Darüber hinaus sind diverse weitere Komplexe von Rhodium, Ruthenium, Iridium und Osmium bekannt.

Tetrakis(triphenylphosphin)palladium(0)
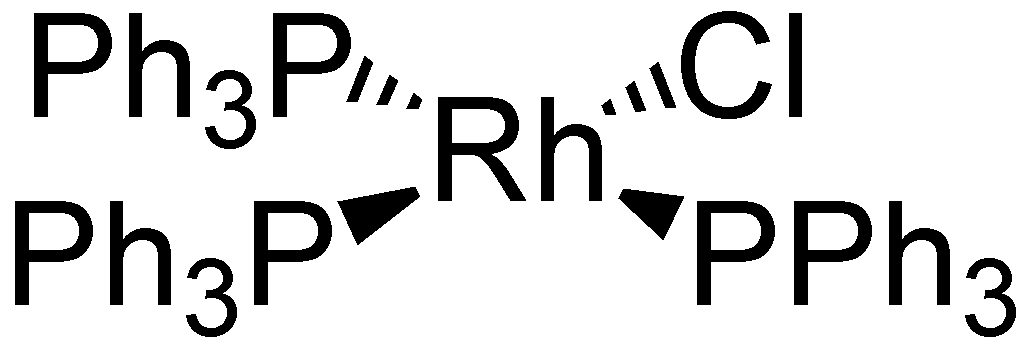
Wilkinson-Katalysator
Vaskas Komplex
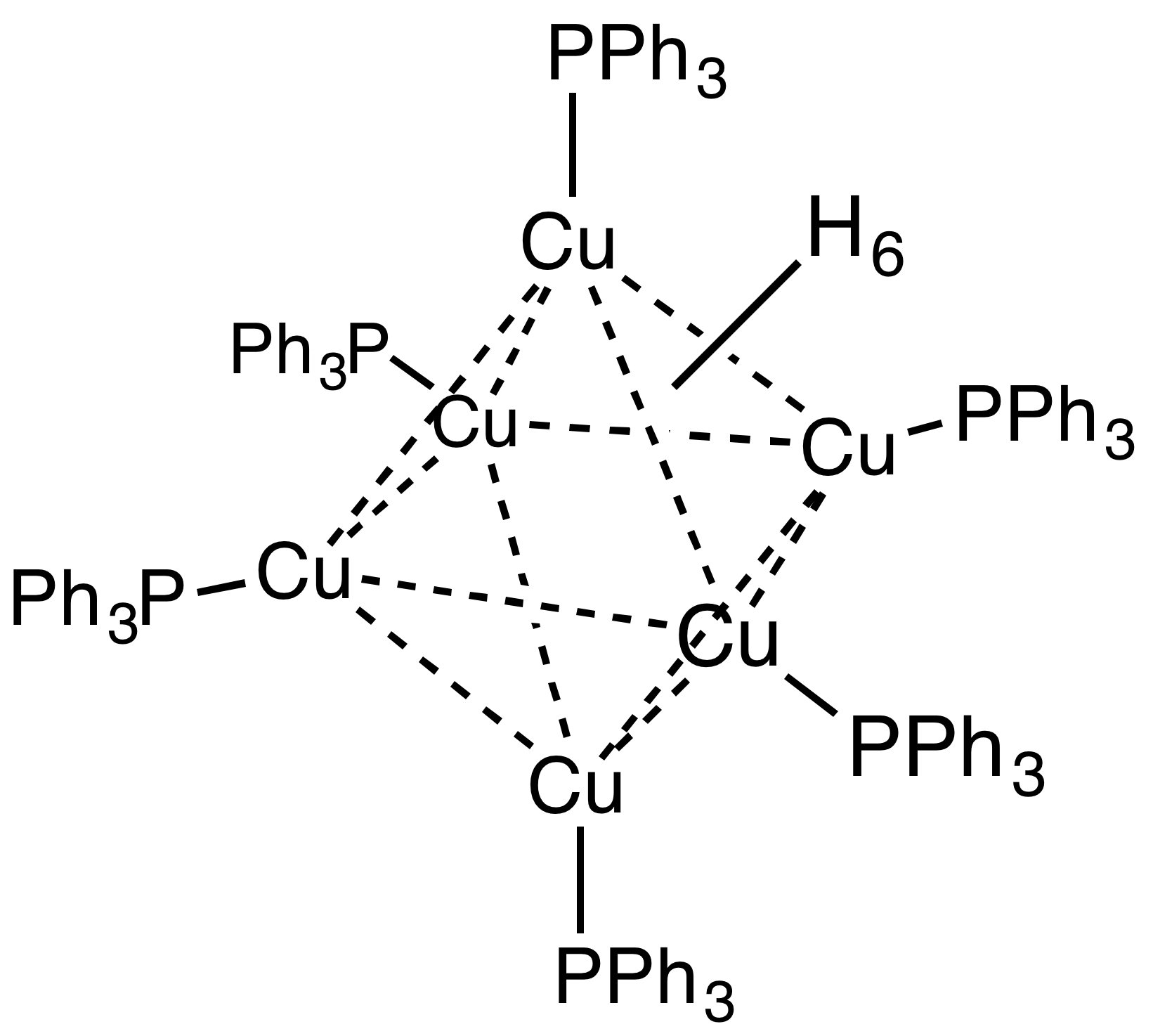
Stryker-Reagenz

## Verwendung
Triphenylphosphin selbst ist ein wichtiges Reagenz in der organischen Synthese (siehe Abschnitt Reaktionen). Außerdem wird es als Ligand zur Herstellung vieler Komplexe benötigt, die zum Teil ebenfalls relevante synthetische Anwendungen haben (siehe Abschnitt Metallkomplexe).
Neben der direkten Verwendung in der organischen Synthese und der Verwendung als Ligand in der Synthese von Komplexen, dient es auch als Edukt für die Synthese weiterer Reagenzien, zum Beispiel TPPTS, Diphenylketen, Chiraphos, sowie durch Reduktion mit Lithium Lithiumdiphenylphosphid.

## Verwandte Verbindungen
Andere Arylphosphin-Liganden sind beispielsweise Josiphos, BINAP und SegPhos. Triphenylphosphin existiert auch in polymerfixierter Form, die aus Polystyrol und Diphenylphosphinchlorid hergestellt wird.